# Monumento a Vittorio Emanuele II (Vicenza)

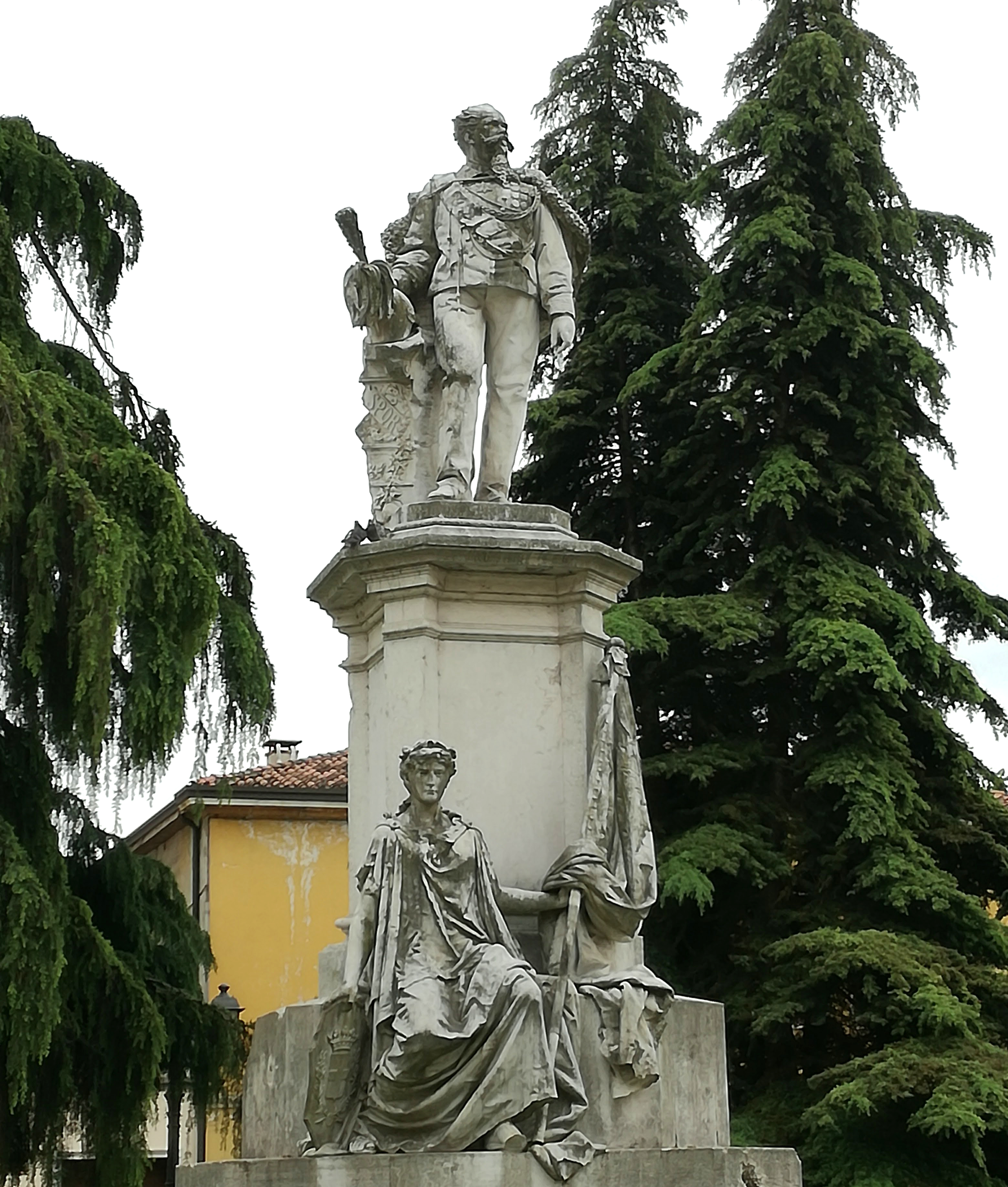
Vista frontale

Il monumento a Vittorio Emanuele II si trova a Vicenza, in Piazza Duomo.  
Venne inaugurato il 18 novembre 1880 (14º anniversario della decorazione della bandiera di Vicenza, insignita di medaglia d'oro al valore militare per i fatti del 1848, da parte del sovrano). L'opera è dello scultore veneziano Augusto Benvenuti. Alla cerimonia di inaugurazione, oltre alle autorità cittadine e provinciali, erano presenti anche il principe Amedeo, figlio del defunto sovrano e l'allora ministro dei Lavori Pubblici, Alfredo Baccarini. Il monumento raffigura Vittorio Emanuele II in uniforme militare nell'atto di deporre con la mano destra il suo elmo sopra un frammento di architettura romana sul quale è scolpito il motto S.P.Q.R. Sul piedistallo del monumento poggia (seduta) un'altra statua raffigurante la Città di Vicenza che con la mano destra tiene lo stemma della Città e con l'altra sostiene la bandiera del Comune che venne decorata al valor militare dallo stesso Vittorio Emanuele II.